# Lithophyllum bamleri
Lithophyllum bamleri (Heydrich) Heydrich, 1897 é o nome botânico de uma espécie de algas vermelhas pluricelulares do gênero Lithophyllum, família Corallinaceae.
- São algas marinhas encontradas no Japão, Sri Lanka, Indonésia, ilhas Fiji e Comoros.

## Sinonímia
- Lithothamnion bamleri Heydrich, 1897